# 千坂高信
千坂 高信（ちさか たかのぶ）は江戸時代の武士。上杉氏の重臣。養父千坂景親を引き継ぎ、江戸家老を長く務める。

## 経歴
はじめは越後国中蒲原郡満願寺村（現在の新潟市秋葉区満願寺に住したことから満願寺仙右衛門と称していた。文禄4年（1595年）千坂景親が伏見御留守居職の折、菜地300石賜り、景親に附す。その後、所司代職を命じられ加秩賜り500石。
慶長7年（1602年）2月直江兼続の呼びかけで亀岡文殊堂にて行われた詩歌会亀岡百首に参加。
慶長8年（1603年）江戸に召され桜田官邸将を命じられ、以後は江戸で仕える。
慶長11年（1606年）4月、千坂景親が死去。上杉景勝の命により満願寺仙右衛門が千坂景親の家督を相続し、千坂伊豆と改め、職分は景親と同じとなる（江戸家老）。
元和3年（1617年）8月2日従五位下伊豆守。
寛永元年（1624年）安芸守に改める。
寛永3年（1626年）正月加秩千石総計3000石を賜る。
寛永9年（1632年）5月19日退役。
寛永11年（1634年）6月将軍徳川家光上洛の際、上杉定勝の供奉に随行。
寛永14年（1637年）12月22日江戸にて死去。
「上杉家御年譜3」に掲載されている上杉景勝自筆遺言状（現物写真が掲載）には千坂高信に申し付けておくようにと記されている。
「一、ここもと中過則高野山へ出家為登あれにて七日ノとむらいの事 一、奥院ニ四十九浣の事 是は伊豆（千坂高信）ニも可申候 一、ふうきいん（寶亀院）へ両人よくよく可申届候より 以上」